# Anthropologie médicale critique
L'anthropologie médicale critique (AMC) est une branche de l'anthropologie de la santé (ou anthropologie médicale) qui mêle théorie critique et méthodes ethnographiques de terrain pour examiner l'économie politique de la santé et l'effet des inégalités sociales sur la santé des gens. Dans son analyse de la santé et la formulation de ce qui détermine celle-ci, l'AMC met l'accent sur la structure des relations sociales plutôt que sur des facteurs purement biomédicaux.
L'AMC part de l'idée que la santé humaine est un produit écologique politique et biosocial. Par conséquent, elle porte un regard critique sur la tendance à naturaliser le processus de santé et de maladie dans les sciences sociales et de la santé. L'AMC remonte aux années 1980, mais a des racines plus profondes dans la théorie critique concernant les déterminants sociaux de la santé. Elle ajoute une dimension anthropologique aux méthodes critiques traditionnelles, ce qui lui permet d'éviter une perspective descendante. En d'autres termes, elle reconnaît l'existence d'une interaction entre l'échelon supérieur de la structure sociale, l'échelon intermédiaire de l'organisation sociale et de l'action agentive et l'échelon inférieur du vécu individuel et de la santé.

## Source de la traduction
- (en) Cet article est partiellement ou en totalité issu de l’article de Wikipédia en anglais intitulé « Critical medical anthropology » (voir la liste des auteurs).